# 30097 Traino
30097 Traino este un asteroid din centura principală de asteroizi.

## Descriere
30097 Traino este un asteroid din centura principală de asteroizi. A fost descoperit pe 4 martie 2000 în cadrul proiectului CSS. Asteroidul prezintă o orbită caracterizată de o semiaxă mare de 2,37 ua, o excentricitate de 0,13 și o înclinație de 7,3° în raport cu ecliptica.